# Takayuki Seto
Takayuki Seto (în japoneză 瀬戸 貴幸; n. 5 februarie 1986, Nagoya, Japonia) este un fotbalist japonez, care joacă pe post de mijlocaș la Argeș în Liga a II-a. În perioada 2007-2015 el a jucat pentru Astra Giurgiu.

## Statistici

### Club
(Actualizat la 30 ianuarie 2016)
| Echipă        | Sezon    | Divizie | Ligă    | Ligă   | Cupa României | Cupa României | Cupa Ligii | Cupa Ligii | UEFA Europa League | UEFA Europa League | Alte competiții | Alte competiții | Total   | Total  |
| Echipă        | Sezon    | Divizie | Meciuri | Goluri | Meciuri       | Goluri        | Meciuri    | Goluri     | Meciuri            | Goluri             | Meciuri         | Goluri          | Meciuri | Goluri |
| ------------- | -------- | ------- | ------- | ------ | ------------- | ------------- | ---------- | ---------- | ------------------ | ------------------ | --------------- | --------------- | ------- | ------ |
| Astra Giurgiu |          |         |         |        |               |               |            |            |                    |                    |                 |                 |         |        |
| 2007-08       | Liga III | 33      | 7       | 0      | 0             | 0             | 0          | 0          | 0                  | 0                  | 0               | 33              | 7       |        |
| 2008-09       | Liga II  | 27      | 1       | 3      | 1             | 0             | 0          | 0          | 0                  | 0                  | 0               | 30              | 2       |        |
| 2009-10       | Liga I   | 34      | 3       | 3      | 0             | 0             | 0          | 0          | 0                  | 0                  | 0               | 37              | 3       |        |
| 2010-11       | Liga I   | 33      | 3       | 1      | 0             | 0             | 0          | 0          | 0                  | 0                  | 0               | 34              | 3       |        |
| 2011-12       | Liga I   | 33      | 1       | 2      | 0             | 0             | 0          | 0          | 0                  | 0                  | 0               | 35              | 1       |        |
| 2012-13       | Liga I   | 33      | 7       | 5      | 1             | 0             | 0          | 0          | 0                  | 0                  | 0               | 38              | 8       |        |
| 2013-14       | Liga I   | 24      | 2       | 5      | 0             | 0             | 0          | 7          | 0                  | 0                  | 0               | 36              | 2       |        |
| 2014-15       | Liga I   | 32      | 6       | 0      | 0             | 4             | 1          | 8          | 1                  | 1                  | 0               | 45              | 8       |        |
| 2015-16       | Liga I   | 5       | 0       | 0      | 0             | 0             | 0          | 4          | 0                  | 0                  | 0               | 9               | 0       |        |
| Total         | Total    | Total   | 254     | 30     | 19            | 2             | 4          | 1          | 19                 | 1                  | 1               | 0               | 297     | 34     |

## Palmares
Astra Giurgiu
- Liga I (1): 2015-16
- Cupa României (1): 2013–14
- Supercupa României (1): 2014
- Liga III (1): 2007-08